# Ilja Bergh
Ilja Rudolph Bergh (født 22. januar 1927, død 5. september 2015) var en dansk pianist og komponist. Hans far var sangpædagog og hans mor russiskfødt og maler. Hans farfar var komponisten Rudolph Sophus Bergh og hans oldefar lægen og zoologen Rudolph Bergh. 
Ilja Bergh førte en farverig og omskiftelig tilværelse. Hans barndom førte ham fra Berlin over Riga og Kijev til København, bl.a. fordi hans far var af jødisk familie. Han fik sin første klaverundervisning i Kijev 1935-1937. Under 2. verdenskrig blev han optaget på Det Kgl. Danske Musikkonservatorium, men blev smidt ud ”på grund af obsternasighed” ifølge hans egne ord. Senere blev han optaget igen og fik sin eksamen i 1957.
Efter en tid som boheme i København blev han en kort tid ansat på musikkonservatoriet i Odense, men valgte at studere videre i München. De næste mange år opholdt og virkede han rundt om i Europa. I perioden efter 1959, var han fastboende først i München og siden i Flensborg, hvor han frem til 1986 arbejdede som musiklærer. Derefter boede han på Møn, på Elsa Gress' såkaldte Decenter på Marienborg slot. I 1983-1985 var Ilja Bergh medarbejder i Torino ved teaterkompagniet Compagnia Sperimentale Drammatica, og skrev musikken til en del af kompagniets forestillinger. Sideløbende gav Ilja Bergh regelmæssigt givet koncerter i Italien, Spanien og Tyskland.
Hans musik var først og fremmest for klaver. Men stilmæssigt har den bevæget sig noget rundt. Bergh har skrevet a-tonal musik, været engageret i Fluxus-lignende, happening-agtige ”Prozess-koncerter”, men endte der hvor inspirationen og den frie tilgang til musikken var vigtigere end systemer og provokationer. Han kaldte selv sine værker for ”Menneskemusik” og hævdede at være inspireret først og fremmes af Franz Liszt, Aleksander Skrjabin og Olivier Messiaen.
Han medvirkede i radiomontagen "Eliten i minefeltet" og i 2011 udgav han selvbiografien "En egocentrikers eskapader".  

## Musik
- Walzer (klaver 1934)
- Episode (klaver 1944)
- Nocturne (klaver 1944)
- Fantasie f. klaver (1950)
- Fantasie (klaver og slagtøj 1950)
- 3 inventioner (klaver 1951)
- Toccatina (klaver 1951)
- Schmetterling (klaver 1960)
- Inter 5.1. (klaver og bånd 1963)
- Collage (klaver og 4 højttalere – 6 versioner 1963-1968)
- Facetter (klaver 1967)
- Klangfarben (klaver og bånd 1967)
- Lautbilder (elorgel og bånd 1968)
- Preludio (klaver 1968)
- 3 Mallorcinske preludier (klaver 1969)
- Motivationen (klaver 1969)
- Zeiteinheiten (bånd 1969)
- Triptychon (klaver 1969)
- Stück XII (harpe 1971)
- Triptichon (fløjte, violin og klaver 1972)
- Episode (akkordeon og slagtøj 1972)
- Firenze (klaver 1973)
- M (Cromatische Varianten – klaver 1973)
- Dialoge (harpe og orgel 1973)
- Fünf Varianten (klaver 1974)
- Triptichon nr. 2 (fløjte, violin og klaver 1975)
- Duo (akkordeon og klaver 1975)
- Clusters und Triller (klaver 1976)
- Aegina (2 violiner og 2 celloer 1977)
- Drei grosse Praeludien (klaver 1977)
- My last prelude (klaver 1977)
- 4 + 1 (akkordeon og klaver 1977)
- Recuerdos (klaver 1977)
- 6 preludier (klaver 1977)
- Metaphysische Meditationen (klaver og kor 1977)
- Preludie für Peter Moltke (klaver 1977)
- Recuerdos (klaver 1978)
- Darkness (klaver 1979)
- Vision – Berceuse – Scherzo (2 fløjter 1980)
- Før Solopgang, symfonisk digt (1980)
- Transparente (klaver 1981)
- Nymphentanz (fløjte, violin, bratsch og cello 1981)
- Sound Colors (klaver og ”vindrør” 1981)
- Triptychon (fløjte 1981)
- Hochzeitgedicht für Susanne und Henrik (obo, fløjte, klarinet og violin 1982)
- Latin-American Toccatina (klaver 1982)
- Vibrationer over en skulptur af Jan Leth (klaver 1983)
- Sound/Colour/Injections (klaver og billeder 1983)
- Staccato accelerando (kammerensemble og stemmer 1983)
- E4 Backwindow (kamerensemble 1983)
- Kaddish (klaver 1984)
- Deadline (klaver og fløjte 1984)
- Ombres dansantes (klaver og fløjte 1984)
- Impromptu (klaver 1984)
- Canción a Dinorah (klaver 1985)
- Stück für Fagotte (1985)
- Niels Bohr (film 1985)
- Parafrase over 'Twinkling Little Star' (klaver og spilledåse 1986)
- The Cats (violin og klaver 1986)
- Before Sunrise (kammerensemble 1986)
- Kalevala (strygekvartet, fløjte, obo og fagot 1986)
- For Elsa Gress (klaver 1988)
- Catedral de Palma (klaver 1987)
- Scirocco Mallorquin (klaver 1987)
- Como uno Passacaglia (klaver 1987)
- En Forførers Dagbog (skuespil 1987)
- Croma I (klaver 1988)
- Absolut ikke noget nyt (præpareret klaver 1988)
- Croma II (klaver 1991)
- Croma III (klaver 1991)
- Disastro nel mondo (klaver band og slagtøj 1992)
- Sagrada Familia (klaver 1993)
- Motivationen II (klaver og altsaxofon 1993)
- OcchiOrecchiO (klaver, klokker og billeder 1993)
- OcchiOrecchiO il secOndO (klaver, slagtøj og billeder 1993)
- De fire hjertefarver (kor og klaver 1993)
- Über die Sühne den Ikonoklasten (klaver 1994)
- Koral til minde om min kære ven Virtus Schade (kor og orgel 1995)
- Labyrinte (klaver 1995)
- Psalme (kor og orgel 1995)
- Chaos i den syvende himmel (klaver 1995)
- Before Sunset (violin, cello og klaver 1996)
- Heilige Nacht für linke Hand (klaver 1996)
- Manden der ikke ville være død (opera 1998)
- Tibet (klaver 1998)
- Tribute to Tibet (klaver og slagtøj 1998)
- 1733 Noten – fast zu kurz (2 fløjter 1999)
- Würfelspiel (slagtøj 1999)
- Ohne Titel (cimbalom 1999)
- Bewegungen (klaver 2000)
- Etude (klaver 2000)
- Dialoge II (orgel og slagtøj 2000)
- Stangmusik (klaver 2000)
- Zeitverschiebungen (bånd 2001)
- Leuchtsonate (harpe 2001)
- Angoli blu (klaver 2001)
- Genernes dans (fortæller og kammerensemble 2002)
- Croma IV (klaver 2003)
- Eine Sonate für das Album von Frau M.W. (klaver 2003)